# Симанов, Дмитрий Владимирович
Симанов Дмитрий Владимирович (род. 19 августа 1985, Горький, СССР) — российский самбист, мастер спорта международного класса. Чемпион мира по боевому самбо, многократный победитель международных и национальных турниров по спортивному самбо. Брат Максима Симанова — заслуженного мастера спорта.

## Спортивная карьера и достижения
- Победитель первенства мира среди юношей по самбо (2001 год)
- 2003 год — На всероссийском турнире на кубок Александра Невского в чемпионате министерства юстиции по борьбе самбо, который проходил в городе Владимир — Дмитрий Симанов занял первое место в категории до 57 кг.
- 2004 год — На VI всероссийском турнире по борьбе самбо памяти Г. К. Шульца, проходившем 22-23 марта в городе Москве, Дмитрий занял первое место в весе до 57 кг.
- 2006 год — На VIII турнире Памяти Шульца Дмитрий Симанов получил приз «За лучшую технику» и занял первое место в весе до 62 кг.
- 2006 год — В Екатеринбурге в СК «Рингс» 13 мая стартовал VI чемпионат России по боевому самбо в котором Дмитрий занял первое место в весе до 62 кг.
- 2006 год — 16 апреля в городе Саратов в физкультурно-оздоровительном комплексе «Звездный» прошёл III Всероссийский турнир по боевому самбо на призы Героя России, генерал-полковника А. А. Романова, в котором в весовой категории 62 кг Дмитрий Симанов занял 2 место.
- 2006 год — На проходящем с 30 сентября по 2 октября в Ташкенте чемпионате мира по боевому самбо Дмитрий занял первое место.
- 2008 год — На X всероссийском турнире по борьбе самбо памяти Г. К. Шульца, проходившем 22-23 марта в городе Москве, Дмитрий занял первое место в весе до 62 кг.
- 2009 год — 26 мая 2009 на Кубке мира по самбо, международном турнире, который был посвящён памяти Юрия Потапова — Дмитрий Симанов занял первое место в категории 62 кг.
- Победитель этапа Кубка мира по самбо памяти Ю. Потапова (2009 год)
- Победитель первенства Европы среди юниоров по самбо (2004, 2005 год)
- Победитель первенства России среди юношей и юниоров (2000, 2001 год)
- Серебряный призёр первенства Европы среди юношей по самбо (2001 год)
- Серебряный призёр первенства России по самбо (2003, 2004, 2005 год)